# Mačuge
Mačuge (cyr. Мачуге) – wieś w Czarnogórze, w gminie Bar. W 2011 roku liczyła 9 mieszkańców.